# Ostuncalco
Ostuncalco, o anche San Juan Ostuncalco, è un comune del Guatemala facente parte del dipartimento di Quetzaltenango.